# Hawker Siddeley Canada
Hawker Siddeley Canada era la unidad canadiense del Grupo de fabricantes británicos Hawker Siddeley especializada en la fabricación de vagones de tren, vagones de metro, tranvías, motores de aeronaves y aviones desde 1960 a 1980.

## Historia
Fundada en 1962 como la división canadiense del Grupo Hawker Siddeley estableciendo su sede en Mississauga, Canadá, la empresa asumió el control de los activos de la disuelta AV Roe Canada Company Ltd. y el de sus numerosas filiales como Orenda Engines, CC & F, Dominion Steel and Coal Corporation, la que incluía varias fábricas de acero, minas de carbón, plantas manufactureras y los astilleros de Halifax.
Hawker Siddeley Canadá se centró en la fabricación de vagones pesados (tolvas y coches de depósito) y vehículos de transporte (vehículos, vagones de metro interurbanos y tranvías) para las empresas Toronto Transit Commission, GO Transit, Soo Line Railroad, Canadian Wheat Board, Saskatchewan Grain Car Corporation, Metro de Boston y Ferrocarriles Nacionales de México.
Al consolidar los activos de las filiales CC & F y DOSCO le permitió establecer dos plantas principales para la fabricación de vagones:
- CC & F, fábrica en Thunder Bay, Ontario, para la fabricación de carros de transporte ferroviario, y
- DOSCO en Trenton, Nueva Escocia para la fabricación de vagones de carga de ferrocarril (TrentonWorks), junto con la Trenton Forge - la forjadora más grande de América del Norte.

En la década de 1960, Hawker Siddeley Canada desarrolló una plataforma común para las carrocerías de vagones para pasajeros, ligeras pero rigidas que fueron fácilmente adaptable a múltiples usos ya que utilizaban elementos estructurales de aluminio. El uso de esta plataforma, le permitió conseguir numerosos contratos, incluyendo una orden de 200 vehículos para Ferrocarriles Nacionales de México, más de 120 coches para GO Transit, 25 carros interurbanos para CN Rail, 164 vagones de metro a la Comisión de Tránsito de Toronto, y 48 coches de metro automatizados para la Expo 1967 de Montreal.
Hawker Siddeley forzó a su filial Dosco cerrar las minas de carbón perdiendo dinero y fábricas de acero, posteriormente expropiadas por los gobiernos federal y de Nueva Escocia (ver: Corporación de Desarrollo de Cabo Bretón y Sydney Steel Corporation). Del mismo modo, CC & F se vio obligada a desprenderse de diversos activos. Los astilleros de Halifax Astilleros fueron vendidos a Irving Shipbuilding Inc., una subsidiaria de JD Irving Limited, en la década de 1990.
Las operaciones de Hawker Siddeley Canadá fueron adquiridas posteriormente por la ciudad de Kingston fundando la Urban Transportation Development Corporation (posteriormente vendida a Bombardier Transportation de Montreal, Quebec). SNC-Lavalin compró el negocio de vehículos ferroviarios ligeros, pero la planta TrentonWorks estaba inactiva, que más tarde fue adquirida por el Gobierno de Nueva Escocia vendiéndola a Greenbrier. SNC-Lavalin vendió la planta de Thunder Bay a Bombardier Transportation y el nombre de Hawker Siddeley Canada se disolvió finalmente en 2001.

## Productos

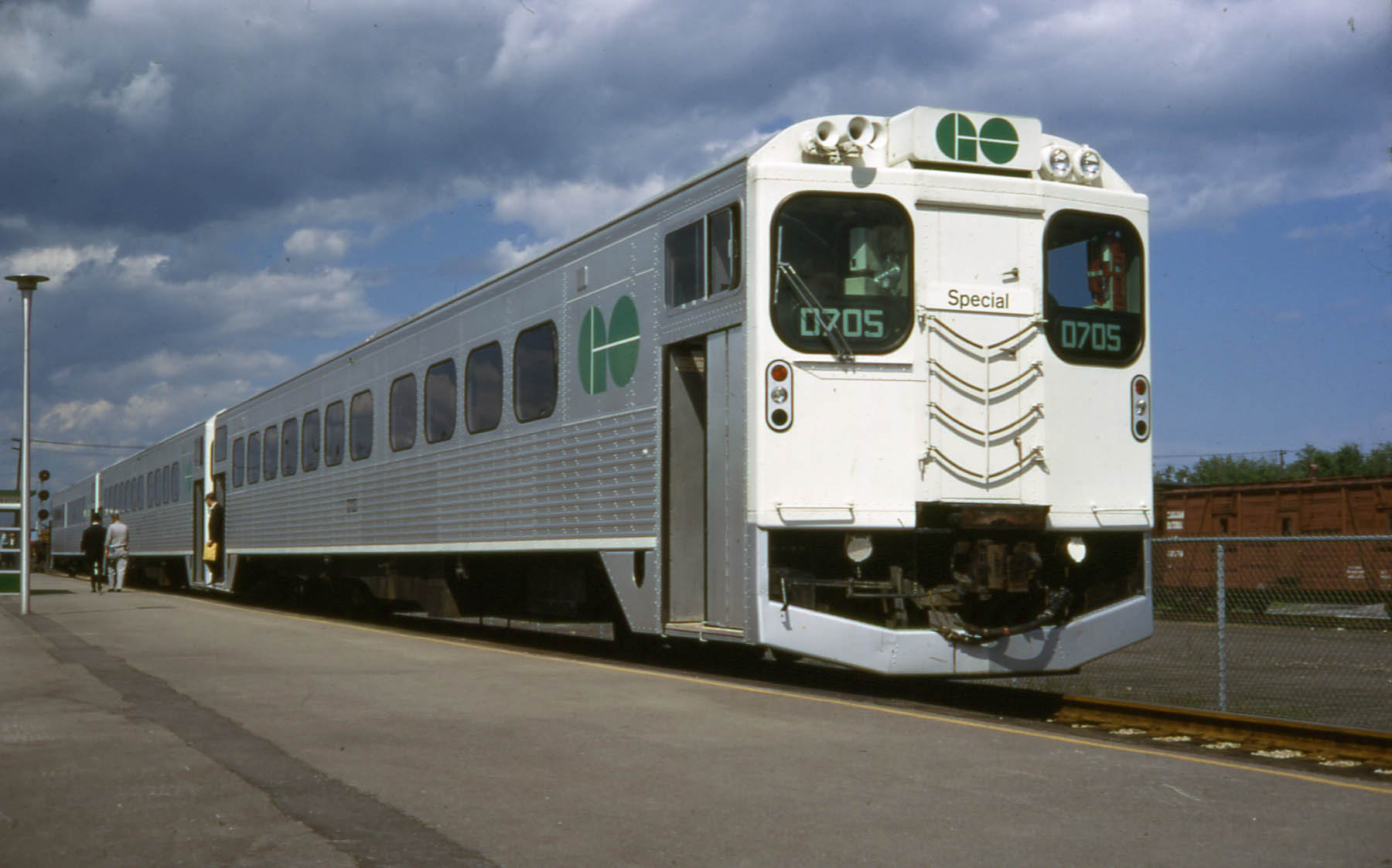
GO Transit DMU

Lista de productos fabricados por Hawker Siddeley Canada:
Tránsito
- Vagones de metro H1 - para la Toronto Transit Commission 1965-1966
  - Vagones automatizados serie H - para la Expo-Express de la feria mundial, operada por la CTM (actualmente STM) (1965)
  - RTC-85SP/D fueron coches H1 modificados para GO Transit
- Coches de pasajeros y recreativos para servicio de CN en el suroeste de Ontario (1967)
- Vagones de metro H2 - para la Toronto Transit Commission 1971
- Vagones de metro H4 - para la Toronto Transit Commission 1974-1975
- Vagones de metro H5 - para la Toronto Transit Commission 1976-1979
- Vagones de tránsito ferroviario PA3 - para la Autoridad Portuaria Trans-Hudson (PATH) de Nueva Jersey (1972)
- Vagones de metro 0600 para la Línea Azul del Metro de Boston (1979)
- Vagones de metro 01200 para la Línea Naranja del Metro de Boston (1980)
- Coche para servicio municipal - solamente demo para la TTC
- Hawker Siddeley DMU y coches doble piso I y II para GO Transit

Aviación
- Hawker-Siddeley Canada también manufacturó motores de aviación para Avro Canada y a otras empresas aéreas:
- Motores Orenda General Electric J79-OEL-7
- Motores Orenda General Electric J85-CAN-40
- Motores Orenda General Electric J85-CAN-15

Ferrocarril
Hawker Siddeley Transportation también produjo vagones de carga de ferrocarril, principalmente para los ferrocarriles canadienses y compañías de arrendamiento durante los años 1970 y 1980 en las plantas en Thunder Bay, Ontario y Trenton, Nueva Escocia. La planta de Thunder Bay construía principalmente carros de pasajeros y equipos de transporte, mientras que la planta de Trenton construía vagones de carga.